# Cuora
Cuora es un género de tortugas de la familia Geoemydidae que incluye a 13 especies de tortugas del Sudeste asiático (India, China, Filipinas, Indochina e Indonesia).

## Especies
Se conocen las siguientes especies:
- Cuora amboinensis (Riche, 1801) - Tortuga caja de Ambon, Tortuga de caja del sudeste asiático.
  - C. a. amboinensis (Riche, 1801)[2] - Tortuga caja wallaceana.
  - C. a. aurantiae Blanck, Gaillard, Protiva, Wheatley, Shi, Liu, Ray & Anders, 2023.[3]
  - C. a. couro (Schweigger, 1812)[2]- Tortuga caja de Indonesia occidental.
  - C. a. kamaroma Rummler & Fritz, 1991[2]- Tortuga caja de Malasia.
  - C. a. lineata McCord & Philippen, 1998[2]- Tortuga caja burmesa.
- Cuora aurocapitata Luo & Zong, 1988 - Tortuga caja de cabeza amarilla.
- Cuora bourreti Obst & Reimann, 1994 - Tortuga caja de Bourret.
- Cuora cyclornata Blanck, Mccord & Le, 2006 - Tortuga caja vietnamita de tres rayas.
  - C. c. annamitica Blanck, Protiva, Zhou, Li, Crow & Tiedemann, 2017[4] - Tortuga caja annamita de tres rayas.
  - C. c. cyclornata Blanck, Mccord & Le, 2006[4] - Tortuga caja de tres rayas de Vietnam central.
  - C. c. meieri Blanck, Mccord & Le, 2006[4] - Tortuga caja de tres rayas de Vietnam del Norte o de Meiers.
- Cuora flavomarginata (Gray, 1863) - tortuga de caja de márgenes amarillos
  - C. f. flavomarginata (Gray, 1863) -  Tortuga caja de China.
  - C. f. evelynae (Ernst y Lovich, 1990) - Tortuga de caja Ryukyu.
- Cuora galbinifrons Bourret, 1939 - Tortuga caja de Indochina.
- Cuora mccordi Ernst, 1988 - Tortuga caja de McCord.
- Cuora mouhotii (Gray, 1862) - Tortuga caja quillada.
  - C. m. mouhotii (Gray, 1862)[5] - Tortuga caja quillada de China.
  - C. m. obsti Fritz, Andreas & Lehr, 1998[5] - Tortuga caja quillada de Vietnam.
- Cuora pani Song, 1984 - Tortuga caja de Pan.
- Cuora praschagi Blanck, Gaillard, Protiva, Wheatley, Shi, Liu, Ray & Anders, 2023.[3]
- Cuora picturata Lehr, Fritz & Obst, 1998 - Tortuga caja del sur de Vietnam.
- Cuora philippinensis Blanck, Gaillard, Protiva, Wheatley, Shi, Liu, Ray & Anders, 2023[3] - Tortuga caja de Filipinas.
- Cuora trifasciata (Bell, 1825) - Tortuga caja dorada, Tortuga caja china de tres rayas.
- Cuora yunnanensis (Boulenger, 1906) - Tortuga caja de Yunnan.
- Cuora zhoui Zhao, 1990 - Tortuga caja de Zhou.

Especies fósiles:
- †Cuora chiangmuanensis[6]Naksri, W., Tong, H., Lauprasert, K., Suteethorn, V., & Claude, J. (2013) - Mioceno tardío de Tailandia.
- †Cuora miyatai (Shikama, 1949) - Pleistoceno medio de Japón.
- †Cuora pitheca Yeh 1981 - Mioceno tardío de China.
- †Cuora tungia - Pleistoceno inferior de China.